# Hadithen om splittring
Hadithen om splittring (arabiska: حدیث الاِفْتِراق, translit. Hadith al-Iftiraq) är en hadith som återberättats från den islamiske profeten Muhammed och som handlar om att hans följare kommer att splittras i över 70 grupper, på samma vis som andra profeters följare splittrats i olika grupper. Endast en av dessa grupper kommer att komma till paradiset och resten kommer att komma till helvetet. Denna hadith har citerats i olika former i både sunnitiska och shiitiska böcker.
Hadithen har nämnts i böckerna Jami at-Tirmidhi, Sunan Abi Dawud, al-Mustadrak 'ala al-Sahihain, Sunan Ibn Majah, Khisal, Tafsir Ayyashi och Ihtijaj.